# 川之江港

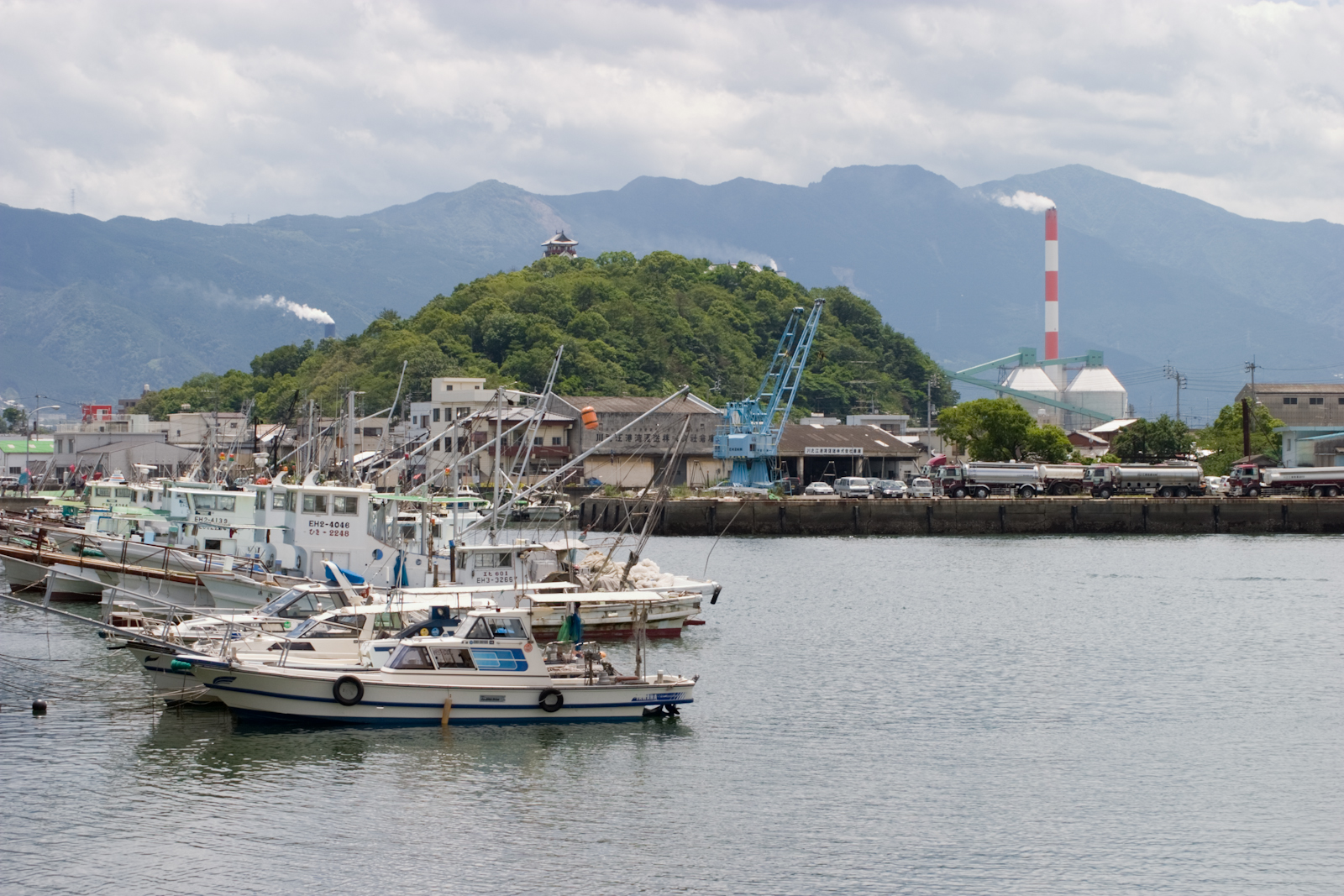
川之江港

川之江港（かわのえこう）は愛媛県四国中央市東部の旧川之江市域にある港湾。三島川之江港の川之江地区にあたる。古くより金生川河口の湊として利用され、土佐藩は参勤交代にこの港から海路を利用した。
大阪万博開催にあわせて、関西方面と川之江・新居浜港を結ぶバンパックフェリーが運航を開始したが、明石海峡大橋の開通によって廃止されている。現在定期旅客航路は存在しない。